# Naval Air Station Patuxent River

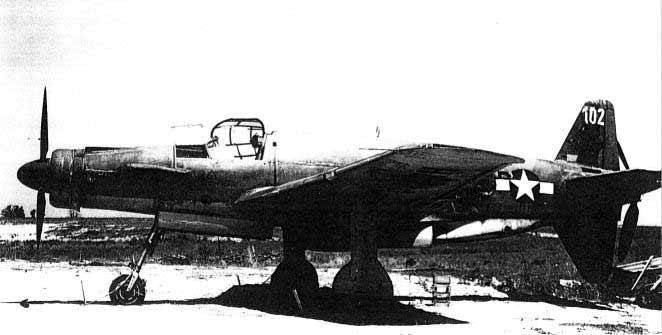
Dornier Do 335 allemand essayé en 1945 à NAS Patuxent River.

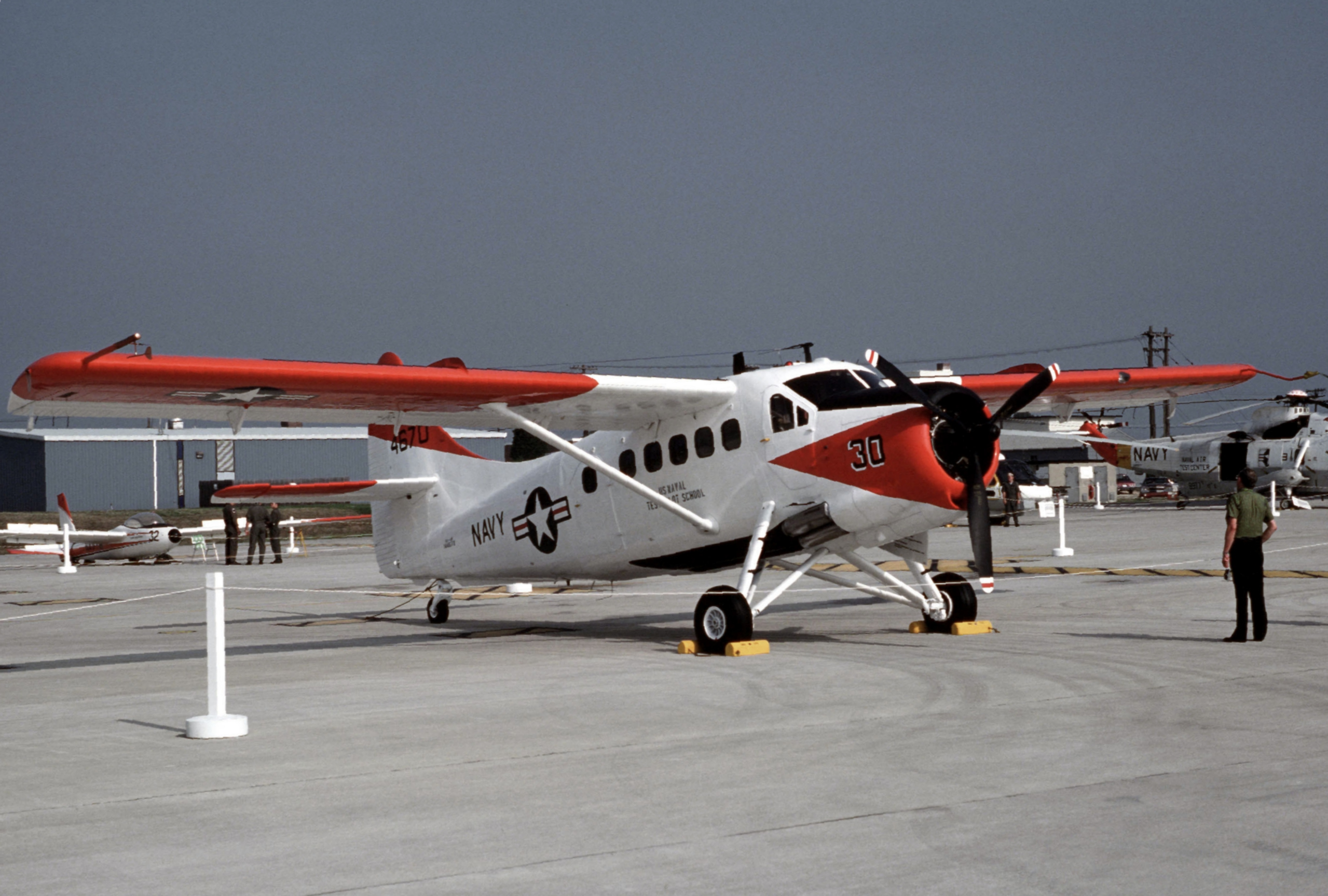
De Havilland Canada NU-3 Otter de lUS Naval Test Pilot School à NAS Patuxent River dans les années 1980.

La Naval Air Station Patuxent River ou NAS Patuxent River est une base aérienne appartenant à l'US Navy et installée dans le comté de Saint Mary dans le Maryland, sur la côte Est des États-Unis. Elle tire son nom d'une rivière toute proche qui se jette dans la baie de Chesapeake.

## Histoire
Inaugurée durant la Seconde Guerre mondiale, le 1er avril 1943, cette base fut initialement pensée pour accueillir des unités d'instruction et d'entraînement au vol. Durant tout le conflit, des pilotes de l'aéronavale américaine y furent formés, avant de rejoindre les différents théâtres d'opérations où ils étaient affectés.
L'escadrille VPB-131 volant alors sur Lockheed PV-1 Ventura y était affectée pour des missions de lutte anti-sous-marine et de patrouille maritime.
En 1945, le rôle de la base fut redéfini afin de permettre l'accueil d'unités d'essais en vol de la marine américaine. C'est ainsi que plusieurs aéronefs allemands et japonais y furent essayés par les pilotes de la marine. Il s'agissait également d'assister les avionneurs dans leurs recherches, notamment dans le domaine des avions à réaction alors en pleine émergence. Certains programmes comme le jet Douglas D-558-I furent menés depuis la NAS Patuxent River, même si le premier vol de cette machine intervint à Muroc Army Air Facilities dans le désert californien.
En 1958, la base accueillit l'US Naval Test Pilot School, l'école de pilotage des pilotes d'essais de l'US Navy. Deux ans plus tard deux divisions d'essais rejoignaient également la NAS Patuxent River dont le VXS-1.
Deux unités de tests et essais pour hélicoptères sont également sises sur place depuis les années 1970. 
Parallèlement, la base a accueilli des unités plus conventionnelles, équipées d'avions comme le Lockheed P-3 Orion ou l'avion de transport Grumman C-2 Greyhound. En 1965, la Naval Air Station Patuxent River devint la base opérationnelle des Lockheed EC-130Q TACAMO de l'escadrille VQ-4 chargée des communications avec les sous-marins américains.
En avril 1976, la base fut officiellement baptisée du nom de l'amiral Frederick Trapnell, mort quelques mois auparavant.

### Sources
- (en) Tom Kaminsky, The United States Military Aviation Directory, Airtime Publishing, 2000, 256 p. (ISBN 1-880588-29-3)